# Daugherty-Burns-Skandal

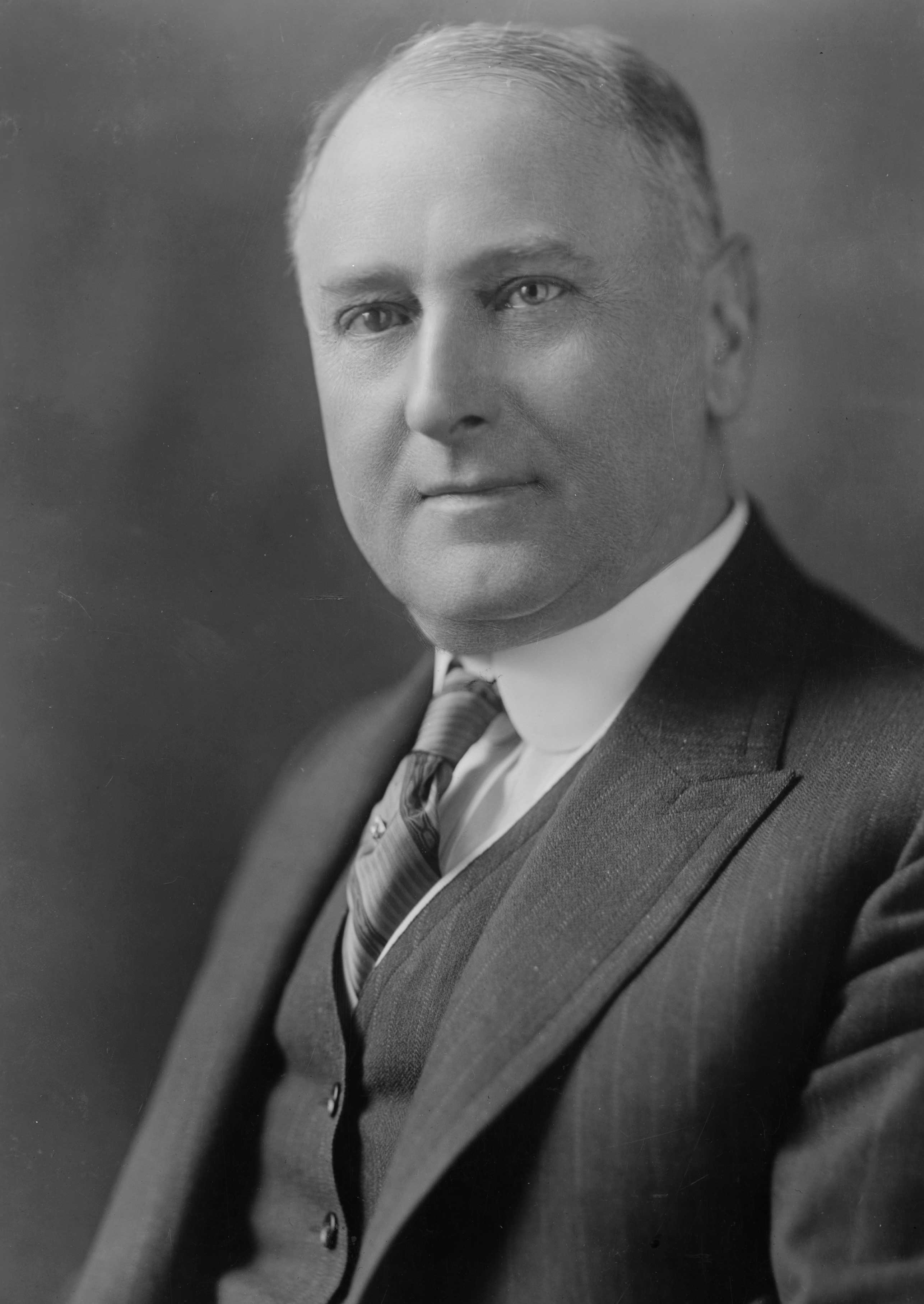
Harry M. Daugherty, Attorney General 1921–1924

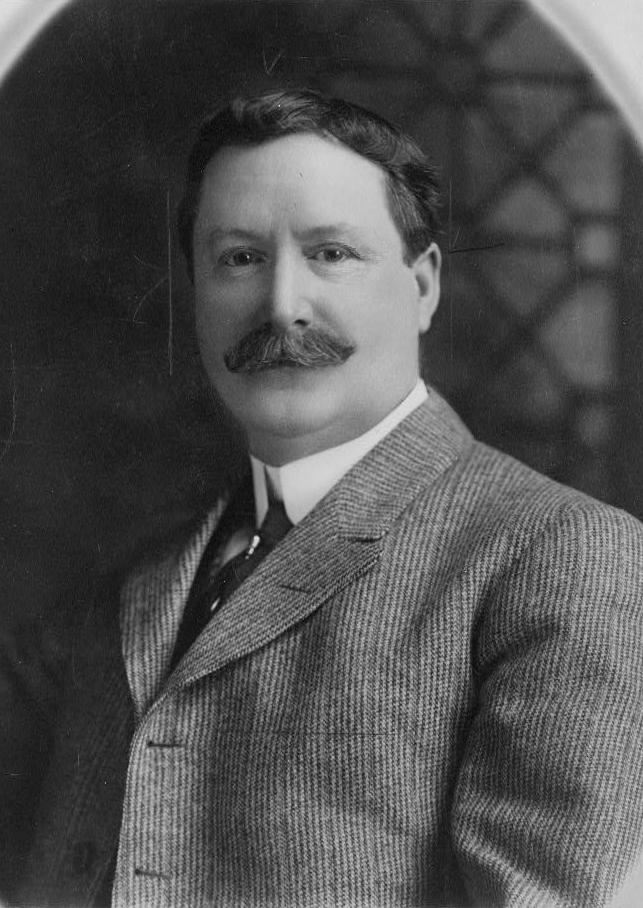
William J. Burns, Direktor des Bureau of Investigation 1921–1924

Als Daugherty-Burns-Skandal sind Enthüllungen über Amtsmissbrauch bekannt, die im Jahre 1924 zum Rücktritt des US-amerikanischen Attorney General (Justizminister) Harry M. Daugherty und des Direktors des Bureau of Investigation (Büro für Ermittlungen, BOI) – des Vorläufers des späteren Federal Bureau of Investigation (FBI) – William J. Burns führten.
Der Skandal ist jedoch nur als eine Folge des größeren Teapot-Dome-Skandals verständlich, der wiederum nur als ein Kristallisationspunkt einer großen Welle von Korruptionsskandalen in den USA unter der Präsidentschaft Warren G. Harding in der ersten Hälfte der 1920er Jahre zu sehen ist. Der Daugherty-Burns-Skandal wird im größeren Rahmen der verschiedenen Ohio-Gang-Skandale als eine spezifische Einheit gesehen, weil er die Vorgänge in Daughertys Justizministerium, dem auch das BOI unterstand, umfasst und nicht um Bestechlichkeit und Korruption der verwickelten Amtsträger kreist, sondern sich durch wiederholte Versuche der beiden Protagonisten, die Ermittlungen in diesen Skandalen unter Ausnutzung von Amtsmitteln zu behindern, auszeichnet.

## Hintergrund
Daugherty und Burns kamen beide fast zur selben Zeit im Zuge der Folgen eines anderen politischen Skandals in ihre jeweiligen Ämter. Die sogenannte „Erste Red Scare (Rote Angst)“ fand 1920 ihren Höhepunkt in den Palmer Raids (Palmer-Razzien), einer Reihe von Attorney General Alexander M. Palmer angeordneten und im BOI von Assistant Director J. Edgar Hoover organisierten Razzien gegen anarchistischer, bolschewistischer und kommunistischer Umtriebe verdächtigte Amerikaner und Ausländer, in deren Verlauf es zu tausendfachem Rechtsbruch durch Beamte des BOI kam. Die Kritik am überzogenen Vorgehen der Behörden und der fehlende Rückhalt in der neuen Regierung Harding führten schließlich zum Rücktritt Palmers. Präsident Harding setzte am 4. März 1921 seinen engen Vertrauten und Wahlkampfleiter, den Rechtsanwalt Harry M. Daugherty, als Palmers Nachfolger ein.
William J. Burns war ein ehemaliger Special Agent des Secret Service, der während seiner Zeit in Staatsdiensten unter anderem beschuldigt worden war, 1901 in einem Gerichtsverfahren Mitglieder der Jury von angeheuerten Gangstern beschatten und bedrohen lassen zu haben. Zum Zeitpunkt der Palmer Raids war er Direktor der von ihm begründeten William J. Burns International Detective Agency, der nach Pinkerton’s National Detective Agency zweitgrößten Privatdetektei der USA. Durch die Aufklärung einiger spektakulärer Fälle und geschickte PR – Burns trat 1914 sogar in einem Spielfilm als er selbst auf – wurde er zum berühmtesten Detektiv der USA und erwarb sich den Ruf als „amerikanischer Sherlock Holmes“. Kritik an anrüchigen Geschäftspraktiken seiner Detektei – wie viele amerikanische Privatdetekteien dieser Zeit verdiente die Burns International den Großteil ihres Geldes mit der Verfolgung von und dem teilweise auch gewaltsamen Vorgehen gegen die Arbeiterbewegung, war gleichzeitig aber auch in moralisch fragwürdig ausgeführte Ehebruchsermittlungen verwickelt – konnte Burns weitestgehend ohne Ansehensverlust überstehen. Als kurz nach dem Rücktritt Palmers auch der damalige BOI-Direktor William J. Flynn aus persönlichen Gründen von seinem Posten zurücktrat, setzte Daugherty am 22. August 1921 Burns als dessen Nachfolger ein. William J. Burns übergab die Führung seiner Detektei in dieser Zeit an seinen Sohn William S. Burns, doch seine naturgemäß anhaltend enge Verbindung zum Unternehmen sollte sich später als problematisch erweisen.

### Ohio Gang und Teapot Dome
Zusammen mit dem Beginn der Präsidentschaft Hardings kam auch die sogenannten „Ohio Gang“ nach Washington, D.C., eine Gruppe von zum größten Teil aus Hardings Heimatstaat Ohio stammenden Politikern, die zum engsten Umfeld des neuen Präsidenten gehörten und von ihm nun mit Kabinettsposten versorgt wurden. Zum Kern der Ohio Gang gehörten Albert B. Fall, der Innenminister wurde, Will H. Hays, Hardings Postmaster General, Charles R. Forbes, der neue Direktor der Kriegsveteranenbehörde, Edwin Denby, der zum Marineminister ernannt wurde, und Thomas W. Miller, den Harding zum Vorsitzenden des Office of Alien Property (Treuhandbehörde für ausländisches Eigentum) machte. Daugherty, der neben Harding als Kopf der Ohio Gang galt, erklärte später in seinen Memoiren, dass er stolz sei, zu dieser Gruppe guter Männer gehört zu haben. Zum weiteren Umfeld gehörten auch diverse weitere Assoziierte wie der verurteilte Alkoholschmuggler, Betrüger und Hochstapler Gaston Means, der in der Vergangenheit auch für Burns’ Detektei gearbeitet hatte, oder Hardings persönlicher Kurier Jesse S. „Jess“ Smith, der mit einem nicht näher spezifizierten Beamtenposten in Daughertys Ministerium versorgt wurde. Die von außen kommende, verschworene und abgeschlossene Gruppe war im Establishment der Hauptstadt Washington und auch innerhalb der Republikanischen Partei nicht sehr beliebt, und Harding erwarb sich rasch den Ruf eines schwachen Präsidenten. So nahmen es Journalisten und politische Gegner Hardings gleichermaßen dankbar auf, als sich die Mitglieder der Ohio Gang nach und nach in Korruptionsfälle verstrickten.

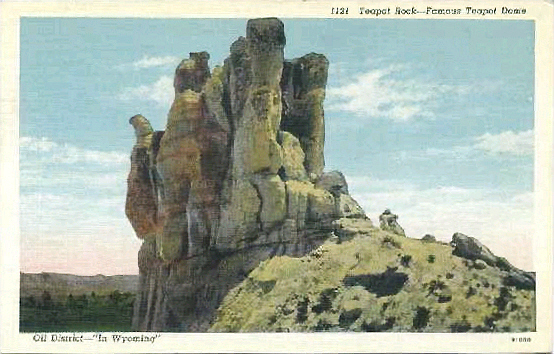
Postkarte aus der Zeit des Skandals: „Teapot Rock – Famous Teapot Dome – Oil District – In Wyoming“

Der spektakulärste und bis heute am prominentesten im Gedächtnis gebliebene von diesen Skandalen war der Teapot-Dome-Skandal, in dessen Zentrum Innenminister Albert B. Fall stand. Der Name dieses Skandals wird im Rückblick oft als Synonym für die Korruption der gesamten Ohio Gang verwendet. 1921 hatte Präsident Harding die Zuständigkeit für einige Ölfelder, die die US-Marine direkt kontrollierte, um sie als Reserve für den Antrieb ihrer ölbefeuerten Schiffe zu nutzen, vom Marineministerium an das Innenministerium übertragen, was jedoch erst 1922 nach direkter Einwirkung Falls auf Marineminister Denby wirksam wurde. Fall nutzte seine neuen Befugnisse, um nun die als „Teapot Dome“ bekannten Ölfelder von Teapot Rock im Natrona County in Wyoming an eine Tochterfirma der Sinclair Oil und die Ölfelder in den Elk Hills im Kern County in Kalifornien an die Pan American Petroleum zu sehr geringen Pachtzinsen zu verpachten. Die Verpachtung überschritt zwar nicht die Befugnisse des Innenministers, erfolgte aber ohne vorherige Ausschreibung. Fall hatte von Harry F. Sinclair, dem Chef der Sinclair Oil, und Edward L. Doheny von Pan American Petroleum mehrere Zuwendungen erhalten, darunter ein zinsloses Darlehen von Doheny in Höhe von 100.000 Dollar und andere Zuwendungen und Geschenke im Wert von zusammen über 400.000 Dollar von den beiden Ölmagnaten – nach heutigem (2012) Wert insgesamt ungefähr 7 Millionen Dollar. Marineminister Denby hatte davon Kenntnis, da Fall durch einen Beschluss des Kongress die Unterschrift Denbys für die Verpachtung benötigte.

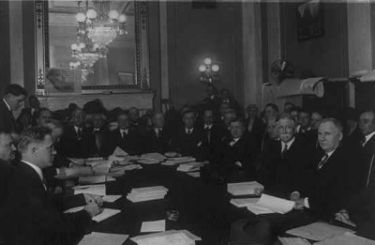
Sitzung des Senatsausschusses zur Untersuchung des Teapot-Dome-Skandals

Mitte April 1922 wurde die Öffentlichkeit durch Artikel im Wall Street Journal und Briefe an mehrere Senatoren auf die Vorgänge aufmerksam. Daraufhin wurde im zuständigen Senatsausschuss für Öffentliche Ländereien eine Ermittlung des Falls eingeleitet, die sich über mehrere Jahre hinzog. Während die Ermittlungen, die bald auch parallel von einem Ausschuss des Repräsentantenhauses geführt wurden, liefen, wurde unter anderem auch in Büros verschiedener Senatoren und Kongressmitglieder eingebrochen und es verschwanden eine Reihe von potentiell belastenden Dokumenten in den beteiligten Ministerien. Es waren die sich immer weiter ausweitenden Ermittlungen des Senatsausschusses und die Ermittlungen von Journalisten in diesem Fall, die nach und nach immer mehr Mitglieder der Ohio Gang in den Fokus brachten. Fast alle dieser engsten Vertrauten Hardings gerieten so in mehr oder weniger kleine Skandale und Ermittlungen, und Harding und die Ohio Gang gerieten unter starken öffentlichen Druck. So sorgte beispielsweise der offiziell als Suizid bewertete Tod Jess Smiths am 30. Mai 1923 für großes Aufsehen, da er als Hardings persönlicher Bote und Kurier anscheinend mit allen Vorgängen verbunden war und über möglicherweise das beste Insiderwissen verfügt hatte. Gleichzeitig sollte er laut Senator James Thomas Heflin die zentrale Rolle in einem Plan, Gelder in Millionenhöhe von Alkoholschmugglern an die Republikanische Partei fließen zu lassen, gespielt haben, und sogar Harding selbst wurde mit dem Tod in Verbindung gebracht, weil er angeblich gesagt hatte, er wolle Smith loswerden. Als Warren G. Harding am 2. August 1923 im Amt verstarb, verlor die Ohio Gang schlagartig an Rückhalt, die Ermittlungen wurden weiter intensiviert. Der Teapot-Dome-Skandal im engeren Sinne fand erst 1929 sein Finale in der Verurteilung Albert B. Falls zu einer Geldstrafe in Höhe von 100.000 Dollar und einer Gefängnisstrafe von einem Jahr – Fall war damit das erste amerikanische Kabinettsmitglied, das wegen während seiner Amtszeit begangener Verbrechen zu einer Gefängnisstrafe verurteilt wurde.

## Daugherty und Burns
Auch Attorney General Daugherty geriet in den Sog des Teapot-Dome-Skandals. Wie gegen fast alle Mitglieder der Ohio Gang wurden gegen ihn Vorwürfe der Korruption, des Betrugs im Amt und des Verstoßes gegen diverse Prohibitionsgesetze vorgebracht. Diese Vorwürfe standen jedoch eher am Rande des sich nun herauskristallisierenden Daugherty-Burns-Skandals. Als Attorney General wurde Daugherty sogleich zu Beginn der Senatsuntersuchungen dafür verantwortlich gemacht, dass er die Verfehlungen Falls nicht eher untersucht hatte, und es wurde vermutet, dass er von der Bestechlichkeit Falls und auch der indirekten Verwicklung Denbys in die Vorgänge gewusst hatte, ohne dagegen einzuschreiten. Eine interne Untersuchung des Justizministeriums kam jedoch zu dem Ergebnis, dass Daugherty keine Kenntnis von den Vorgängen gehabt hatte. Dieses offizielle Untersuchungsergebnis konnte aber anderslautende Gerüchte nicht zum Verstummen bringen. Außerdem geriet Daugherty in Zusammenhang mit dem Tod Jess Smiths unter Druck. Smith unterstand technisch gesehen Daugherty, auch wenn er in dessen Behörde keine offizielle Funktion hatte. Am Abend vor Smiths Tod hatte Daugherty ihm angekündigt, dass er gegen ihn Ermittlungen einleiten werde. Nachdem Smith gestorben war, weigerte sich Daugherty, weitere Aussagen zu diesem Fall zu machen, was den Verdacht weckte, dass er noch lebende Mitglieder der Ohio Gang decken wollte oder aber seine eigene Verantwortung für den Tod vertuschen wollte.
Auf gleich zweifache Weise wurde William J. Burns in den Skandal verwickelt (s. u.), doch es war sein Handeln auf Veranlassung seines Vorgesetzten Daugherty, das den Kern des Daugherty-Burns-Skandals bildete. Daugherty hatte Burns 1922 angewiesen, geheime Ermittlungen des Bureau of Investigation gegen den demokratischen Senator Thomas J. Walsh einzuleiten. Walsh war die treibende Kraft der Kongressermittlungen gegen Innenminister Fall. Daugherty plante durch die Durchleuchtung Walshs eventuell belastendes Material zu finden, um ihn unter Druck setzen zu können, damit er die Ermittlungen einstelle. Als später direkte Ermittlungen gegen Daugherty in der American-Metal-Company-Angelegenheit (s. u.) eingeleitet wurden, die Senator Burton K. Wheeler leitete, wurde Gaston Means auf Wheeler angesetzt, um Informationen zu gewinnen; weitere Mitarbeiter der Burns-Detektei und anscheinend auch Agenten des BOI sollten in Wheelers Heimatstaat Montana nach belastendem Material suchen. Als der ermittelnde Kongressausschuss von den Vorgängen im BOI und dem Missbrauch von Ressourcen der Behörde zu politischen Zwecken Kenntnis erlangte, weigerte sich Burns, ihm die betreffenden Dokumente des Justizministeriums auszuhändigen. Daraufhin leitete der Kongress direkte Untersuchungen des BOI und seines Direktors wegen des Missbrauchs von Amtsmitteln ein und erweiterten gleichzeitig die Vorwürfe gegen Daugherty um diese Punkte. Die Presse berichtete ausführlich über diese Ermittlungen, woraufhin Burns Special Agents des BOI in verschiedene Zeitungsredaktionen schickte, um die Journalisten einzuschüchtern. Dies hatte jedoch den gegenteiligen Effekt, dass nun diese Einschüchterungsversuche in der Presse diskutiert wurden und die offiziellen Ermittlungen gegen Burns und Daugherty intensiviert wurden. Die Vorgänge um Burns fielen dabei auch direkt auf Daugherty als seinen verantwortlichen Vorgesetzten zurück, und im Fall des Attorney General wog der Vorwurf der Behinderung von Ermittlungen natürlich besonders schwer.

### Rücktritte und weitere Verwicklungen

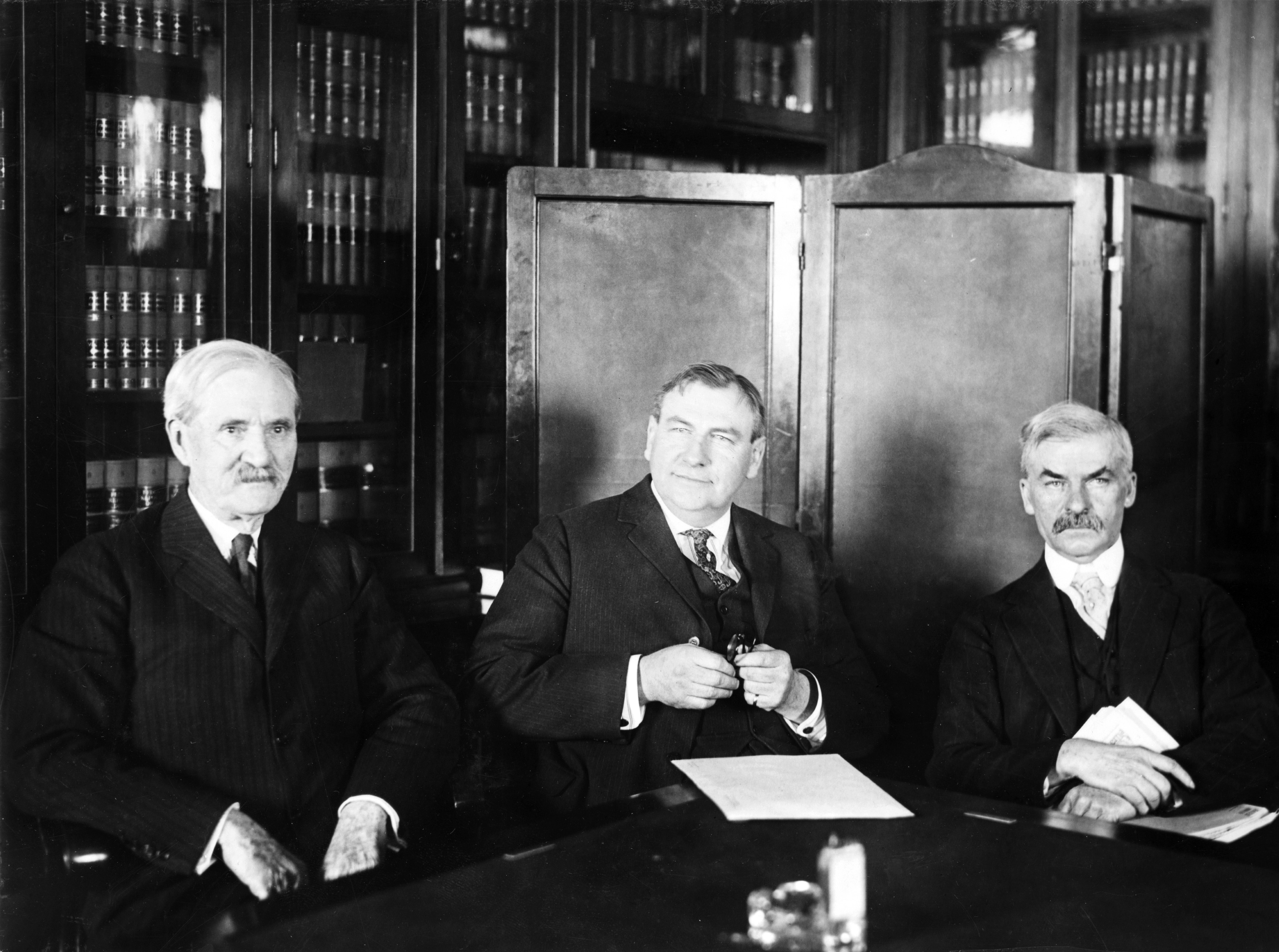
Nach dem Skandal: Senator Thomas J. Walsh (r.), das Ziel der illegalen Ermittlungen Burns’, und Attorney General Harlan F. Stone (m.), Daughertys Amtsnachfolger (mit Senator Albert B. Cummins, l.)

Nach dem Tod Hardings hatte Calvin Coolidge dessen Nachfolge als Präsident angetreten. Obwohl er zunächst an Daugherty als Attorney General festhalten wollte, wurde er durch die Verschärfung der Kritik an Daugherty schließlich überzeugt, dass er unhaltbar geworden war. Am 28. März 1924 musste Daugherty auf Aufforderung Coolidges zurücktreten, sein Nachfolger wurde Harlan Fiske Stone. Dieser bewirkte am 9. Mai 1924 auch den Rücktritt William J. Burns’, der durch J. Edgar Hoover als zunächst geschäftsführender Direktor des BOI abgelöst wurde. Für das BOI bedeutete das sowohl Fortsetzung einer alten als auch Beginn einer neuen Ära, denn Hoover machte nun seine noch unter Attorney General Palmer begonnene Politik der Kommunistenverfolgung, die Burns als BOI-Direktor stark zurückgefahren hatte, erneut zur Hauptmaxime des BOI und führte die später zum FBI umfirmierte Behörde bis zu seinem Tod fast genau 48 Jahre später am 2. Mai 1972.
Mit ihren Rücktritten war die Affäre für Daugherty und Burns jedoch noch nicht beendet, die verschiedenen Ermittlungen gegen sie wurden weitergeführt. Im Zuge dieser Ermittlungen wurde Daughertys ganz eigener Bestechungsskandal aufgedeckt: Während des Ersten Weltkriegs hatte die US-Regierung die in deutschen Besitz befindliche American Metal Company beschlagnahmt, nach Kriegsende unterstand sie der Verwaltung durch das Office of Alien Property, das von Thomas W. Miller, ein weiterer Ohio-Gang-Kamerad Daughertys, geleitet wurde. Auf Vermittlung Daughertys hin hatten Miller und Daugherty von den deutschen Eigentümern Bestechungsgelder erhalten und dafür sichergestellt, dass das Unternehmen in ihren Besitz zurückging. Die Ermittlungen in diesem Fall wurden durch Senator Wheeler geleitet, der mit Gaston Means einen Kronzeugen fand: Means war ursprünglich von Daugherty auf Wheeler angesetzt worden, erklärt gegenüber diesem jedoch, dass er bereit sei, gegen Daugherty auszusagen, wenn dafür Burns und er selbst nicht belangt würden. Tatsächlich stellte sich Means als unzuverlässiger Zeuge mit unklaren Motiven heraus, der Beweismittel unterschlug und die Ermittlungen eher behinderte. Zwei Verfahren gegen Daugherty in dieser Angelegenheit endeten mit einer knappen „Hung Jury“, sodass Daugherty nicht verurteilt wurde. Auch die Causa Smith war noch nicht ausgestanden, denn es stellt sich heraus, dass Smith im Zuge des American-Metal-Company-Geschäfts als Mittler zwischen Daugherty und Miller fungiert hatte und damit potentieller Belastungszeuge gegen Daugherty gewesen war. Sein Tod wurde damit erneut mit Daugherty in Verbindung gebracht. Daugherty verfasste schließlich 1932 ein „Enthüllungsbuch“, in dem er jede Schuld von sich wies, Albert B. Fall – der im Übrigen nur durch eine Fälschung der Unterschrift Hardings Innenminister geworden sei – zum Hauptschuldigen erklärte, und den Tod Smiths als Selbstmord deutete, für den hauptsächlich Smiths Diabeteserkrankung Motiv gewesen sei.
Burns dagegen wurde nach seinem Rücktritt erneut direkt in den Teapot-Dome-Skandal verwickelt. Nach seinem Austritt aus Staatsdiensten hatte er sich wieder seiner Detektei zugewandt, ohne offiziell ihre Führung zu übernehmen. Ende 1927 wurde Anklage gegen Harry F. Sinclair wegen der Teapot-Bestechung erhoben. Daraufhin wandte sich einer der Geschäftsführer der Sinclair Oil an Burns und beauftragte ihn, Einfluss auf den Ausgang des Verfahrens zu nehmen. Burns wiederum wandte sich an seinen Sohn und organisierte eine Beschattung der Geschworenen im Sinclair-Fall durch Mitarbeiter der Burns International Detective Agency, die Finanzierung übernahm dabei der Sinclair-Oil-Geschäftsführer – eine Vorgehensweise, die durchaus an die 1901 gegen Burns vorgebrachten Vorwürfe erinnert. Als diese Vorgänge öffentlich wurden, musste das Verfahren gegen Sinclair abgebrochen und mit einer neuen Jury erneut begonnen werden – Sinclair wurde schließlich zu sechs Monaten Gefängnis wegen Bestechung verurteilt. Ein anderes Verfahren wurde gegen den verwickelten Repräsentanten der Sinclair Oil, William J. Burns und seinen Sohn William S. Burns wegen Beeinflussung der Geschworenen eingeleitet. Sie verteidigten sich damit, dass sie lediglich hätten verhindern wollen, dass die Geschworenen durch Regierungsbeamte eingeschüchtert würden. William J. Burns wurde zu 15 Tagen Gefängnis, sein Sohn zu einer Geldstrafe von 1.000 Dollar verurteilt, aber die beiden gingen in Berufung und wurden 1929 durch den Supreme Court freigesprochen.

## Abschließende Bewertung
Der Daugherty-Burns-Skandal im engeren Sinne war nur einer von vielen den verschiedenen Mitgliedern der Ohio Gang infolge des Teapot-Dome-Skandals angehängten Affären und muss streng genommen auch von Daughertys „persönlichem“ Korruptionsskandal im Fall der American Metal Company getrennt werden. Vielmehr ist es eben die besondere Qualität des Daugherty-Burns-Skandals, dass – im Gegensatz zu den anderen Enthüllungen der Zeit – hier nicht alte Verfehlungen der Protagonisten im Zentrum standen, sondern die Reaktion der darin verwickelten Amtsträger auf die Kritik an ihnen zum Skandal wurde. Durch Daughertys zentrale Stellung im System der Ohio Gang und die Verbindung zu Jess Smith wurde er besonders angreifbar, während er gleichzeitig als oberster Strafermittler der US-Regierung für die Aufklärung aller Vorgänge hauptverantwortlich gewesen wäre. Daugherty unterließ dies nicht nur, sondern setzte die Machtmittel seines Amtes aktiv dazu ein, die Ermittlungen und Presseberichterstattung im Teapot-Dome-Skandal zu behindern. In William J. Burns mit seinem zwielichtigen Hintergrund als Privatdetektiv fand er dabei einen willigen Untergebenen.

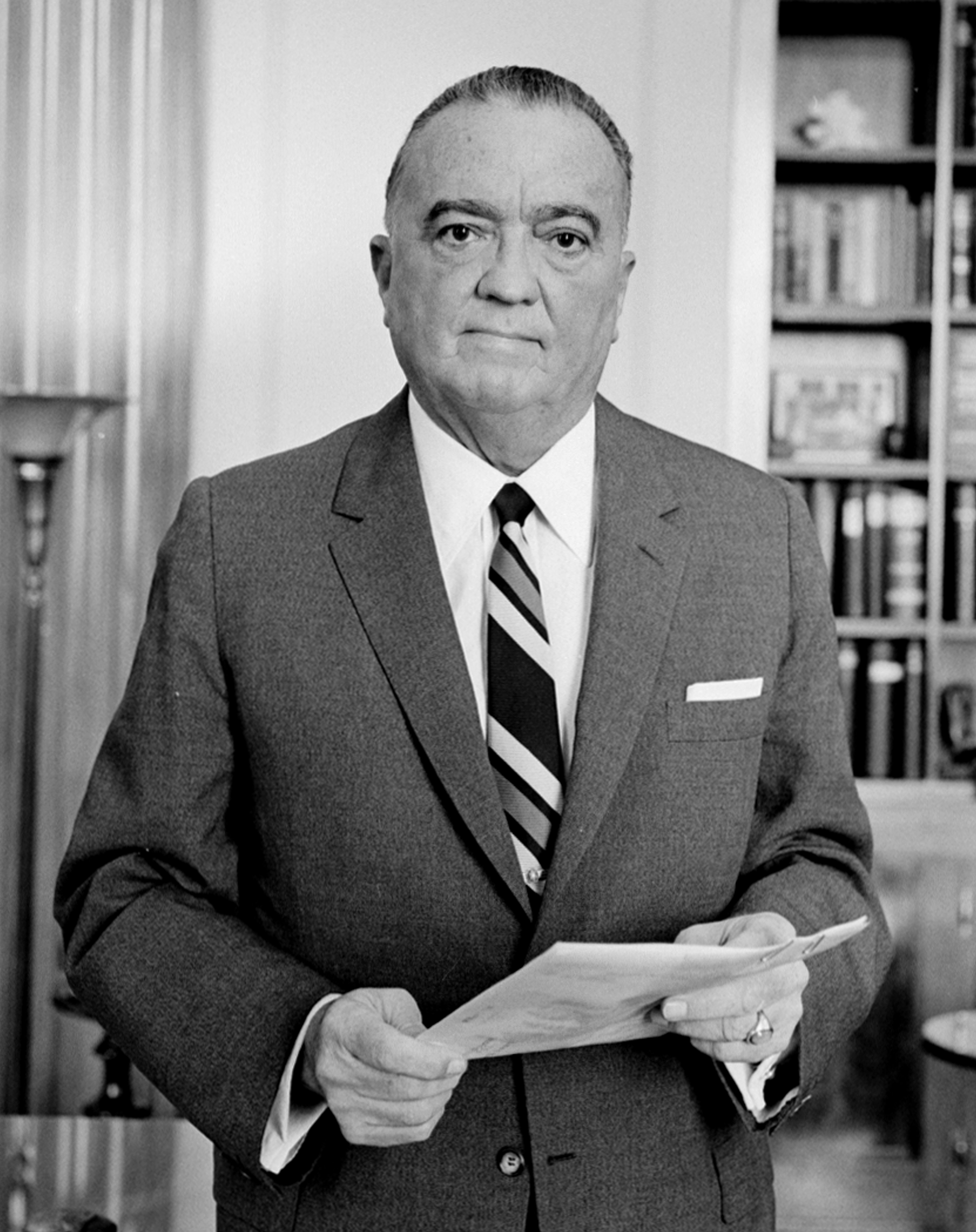
J. Edgar Hoover (Foto: 1961) prägte das FBI für fünf Jahrzehnte.

Für die Geschichte des Bureau of Investigation, und damit für die des späteren FBIs, ist der Daugherty-Burns-Skandal von besonderer Bedeutung. Burns war 1921 als BOI-Direktor eingesetzt worden, um nach den Skandalen der Palmer Raids einen saubereren Neuanfang für die Behörde einzuleiten. Dabei setzte man besonderes Vertrauen in den aus der Privatwirtschaft stammenden und in seinem Fach berühmten Ermittler. Obwohl Burns nicht Teil der Ohio Gang war und selbst wohl nicht direkt in einen der Bestechungsfälle verwickelt war, beging er in seiner Amtszeit bereitwillig auf Anweisung Daughertys Amtsmissbrauch und Rechtsbruch, was – auch zusammen mit seinen späteren Tätigkeiten als Privatmann – zeigt, dass er die Mentalität des bezahlten Privatdetektivs nicht abgelegt hatte. Der Versuch, mit dem angesehenen „Profi“ Burns das BOI zu reformieren, hatte genau das Gegenteil zur Folge gehabt: 1924 galt das BOI als korrupte, ineffiziente und politisch instrumentalisierte Behörde. Burns’ Rücktritt war keine zwingende Folge des Zusammenbruchs des Ohio-Gang-Systems nach Hardings Tod, sondern Ausdruck der Erkenntnis des neuen Attorney Generals Harlan Fiske Stone, dass eine echte Professionalisierung der Behörde notwendig war. Naheliegenderweise wurde deswegen der bereits langjährig in führender Funktion im BOI tätige und als moralisch einwandfrei geltende J. Edgar Hoover als Burns’ Nachfolger eingesetzt. Hoover trieb die Professionalisierung des BOI tatsächlich mit großem Nachdruck voran. Gleichzeitig stellte die Berufung Hoovers jedoch auch eine Rückkehr zu den Maximen der Ära Palmer dar, von denen Burns sich in seiner Amtszeit hatte absetzen können. Somit war es der Daugherty-Burns-Skandal, der am Beginn der Entwicklung stand, die letztendlich zu den Tätigkeiten des FBI in den 1950er Jahren im Rahmen der „zweiten Red Scare“ und der „McCarthy-Ära“ führte.